# Bò Cạp I
Bò Cạp I, hay Serket là vua Thượng Ai Cập thời Tiền Triều đại. Tên ông được đặt theo tên nữ thần bò cạp Serket. Ông được tin là đã trị vì ở Thinis trong khoảng 1 hoặc 2 thế kỷ trước vua Bò Cạp II xứ Nekhen.
Dưới thời Bò Cạp I, Thượng Ai Cập đã rất phát triển. Người ta khai quật ngôi mộ của ông ở Abydos thì tìm thấy khá nhiều chiếc ngà có đục lỗ để treo vật vào. Chữ khắc trên ngà cho thấy một cuộc xâm lăng của Bò Cạp vào một thành phố (thông qua việc "mở đường vào thành phố"). Hai trong số những chiếc ngà có khắc tên 2 thành phố đầu tiên là Buto và Delta Base, cho thấy đội quân của ông đã thâm nhập vào đồng bằng sông Nile. Cũng dưới thời ông, Ai Cập là nơi tiêu thụ rất nhiều rượu vang. Trong một cuộc tìm kiếm trên ngôi mộ của ông, các nhà khảo cổ phát hiện hàng chục bình gốm nhập khẩu có chứa dư lượng vàng phù hợp với rượu vang, có niên đại khoảng 3150 TCN. Trong hạt nho, da và bột giấy khô cũng đã được tìm thấy
Gần đây, một bức vẽ trên tường có niên đại 5.000 năm tuổi được phát hiện bởi John Darnell của Đại học Yale, cho thấy những biểu tượng của Bò Cạp và mô tả chiến thắng của mình trước những người cai trị tiền Triều đại khác. Địa điểm nơi vua đánh bại địch thủ có tên "Đầu Bò Đực".